# Seis Graus de Kevin Bacon

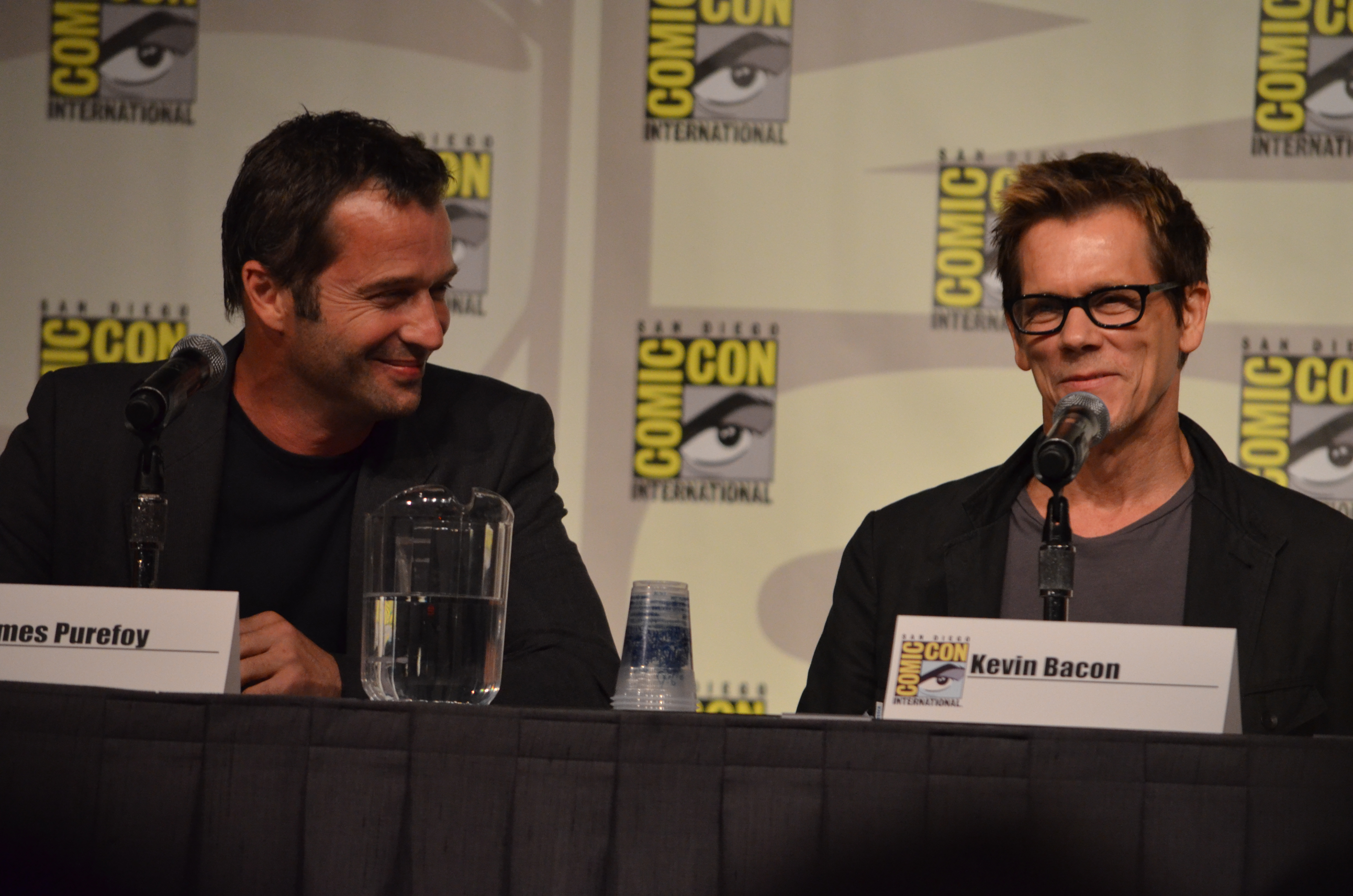
Kevin Bacon (à direita) com James Purefoy, que tem um número Bacon de 2: Purefoy apareceu em Women Talking Dirty com Helena Bonham Carter, e Bonham Carter apareceu em Droga da Sedução ou Química do Amor com Bacon.

Seis Graus de Kevin Bacon (em inglês: Six Degrees of Kevin Bacon) ou Lei de Bacon é um jogo em que os jogadores desafiam uns aos outros a escolher arbitrariamente um ator e, em seguida, conectá-lo a outro ator por meio de um filme em que ambos tenham participado juntos, repetindo esse processo para tentar encontrar o caminho mais curto que, em última análise, leve ao prolífico ator americano Kevin Bacon. O jogo parte do pressuposto de que qualquer pessoa envolvida na indústria cinematográfica de Hollywood pode ser conectada a Bacon em seis etapas por meio de seus papéis em filmes. O nome do jogo é uma referência aos "seis graus de separação", um conceito que postula que quaisquer duas pessoas na Terra estão separadas por seis ou menos vínculos de conhecimento.
Em 2007, Bacon fundou uma organização beneficente chamada SixDegrees.org. Em 2020, Bacon iniciou um podcast chamado The Last Degree of Kevin Bacon.

## História
Em uma entrevista à revista Premiere, em janeiro de 1994, Kevin Bacon mencionou, enquanto falava sobre o filme O Rio Selvagem, que "ele havia trabalhado com todo mundo em Hollywood ou com alguém que trabalhou com eles". Depois disso, surgiu um longo tópico em um grupo de notícias intitulado "Kevin Bacon is the center of the Universe" (Kevin Bacon é o centro do Universo). Em 1994, três estudantes da Albright College - Craig Fass, Brian Turtle e Mike Ginelli - inventaram o jogo que ficou conhecido como Seis Graus de Kevin Bacon depois de assistirem a dois filmes na televisão que apresentavam Bacon consecutivamente, Footloose e The Air Up There. Durante o último filme, eles começaram a especular sobre o número de filmes em que Bacon havia participado e o número de pessoas com quem ele havia trabalhado.
Eles escreveram uma carta para o apresentador de talk show Jon Stewart, dizendo-lhe que "Kevin Bacon era o centro do universo do entretenimento" e explicando o jogo. Eles apareceram no The Jon Stewart Show e no The Howard Stern Show com Bacon para explicar o jogo. O ator admitiu que inicialmente não gostou do jogo porque acreditava que ele o estava ridicularizando, mas acabou gostando. Os três inventores lançaram um livro, Six Degrees of Kevin Bacon (ISBN 9780452278448), com uma introdução escrita por Bacon. Um jogo de tabuleiro baseado no conceito foi lançado pela Endless Games.

## Na cultura popular
Em 1995, o Cartoon Network fez referência ao conceito em um comercial, tendo Velma (de Scooby-Doo) como a figura central do "Universo Cartoon Network". O comercial cita conexões tão arbitrárias quanto aparências falsas, compartilhamento de roupas ou semelhança física.
O conceito também foi apresentado em um episódio do programa de TV Louco por Você, de 19 de novembro de 1996, no qual um personagem expressou a opinião de que todo ator tem apenas três graus de separação de Kevin Bacon. O próprio Bacon ironizou o conceito em uma participação especial que fez para o filme independente We Married Margo. Interpretando a si mesmo em um episódio de 2003 de Will & Grace, Bacon se conecta a Val Kilmer por meio de Tom Cruise e brinca: "Ei, essa foi curta! " A manchete do The Onion, um jornal satírico, em 30 de outubro de 2002, era "Kevin Bacon Linked To Al-Qaeda". Bacon faz a locução da atração NY Skyride no Empire State Building, na cidade de Nova York. Em vários pontos do comentário, Bacon faz alusão a suas conexões com estrelas de Hollywood por meio de outros atores com quem trabalhou.
Em Pânico 2, escrito por Kevin Williamson, uma irmã de república interpretada por Portia de Rossi se refere a Seis Graus de Kevin Bacon. Mais tarde, o próprio Bacon estrelou The Following, também criado e escrito por Williamson, e transmitido pela Fox entre 2013 e 2015.
O evento anual 31 Days of Oscar no canal de televisão Turner Classic Movies às vezes inclui uma vertente "360 Degrees of Oscar" em que cada filme exibido compartilha um ator com o anterior. Isso foi usado recentemente, em 2020.
Em 2009, Bacon narrou um programa do National Geographic, The Human Family Tree - um programa que descreve os esforços do Genographic Project dessa organização para estabelecer a interconexão genética de todos os seres humanos. Bacon apareceu em um comercial do cartão de crédito Visa que fazia referência ao jogo. No comercial, Bacon quer preencher um cheque para comprar um livro, mas o funcionário pede sua identidade, que ele não tem. Ele sai e volta com um grupo de pessoas e diz ao atendente: "Ok, eu participei de um filme com uma figurante, Eunice, cujo cabeleireiro, Wayne, frequentou a escola dominical com o Padre O'Neill, que joga raquetebol com o Dr. Sanjay, que recentemente removeu o apêndice de Kim, que o deixou no segundo ano. Como você pode ver, somos praticamente irmãos."
Em 2011, James Franco fez referência a Seis Graus de Kevin Bacon enquanto apresentava o 83º Oscar. A EE iniciou uma campanha publicitária na televisão do Reino Unido em novembro de 2012, baseada no conceito de Seis Graus, em que Bacon ilustra suas conexões e chama a atenção para o fato de a rede EE 4G permitir conectividade semelhante.
Na música "Lame Claim to Fame" de "Weird Al" Yankovic, um dos versos é: "I know a guy who knows a guy who knows a guy who knows a guy who knows a guy who knows a guy who knows Kevin Bacon." O rapper americano MC Zappa também faz referência ao jogo em sua música de 2018 "Level Up (The Ill Cypher)".
Os nós mais altamente conectados da Internet têm sido chamados de "os Kevin Bacons da Web", pois permitem que a maioria dos usuários navegue para a maioria dos sites em 19 cliques ou menos.

## Números de Bacon

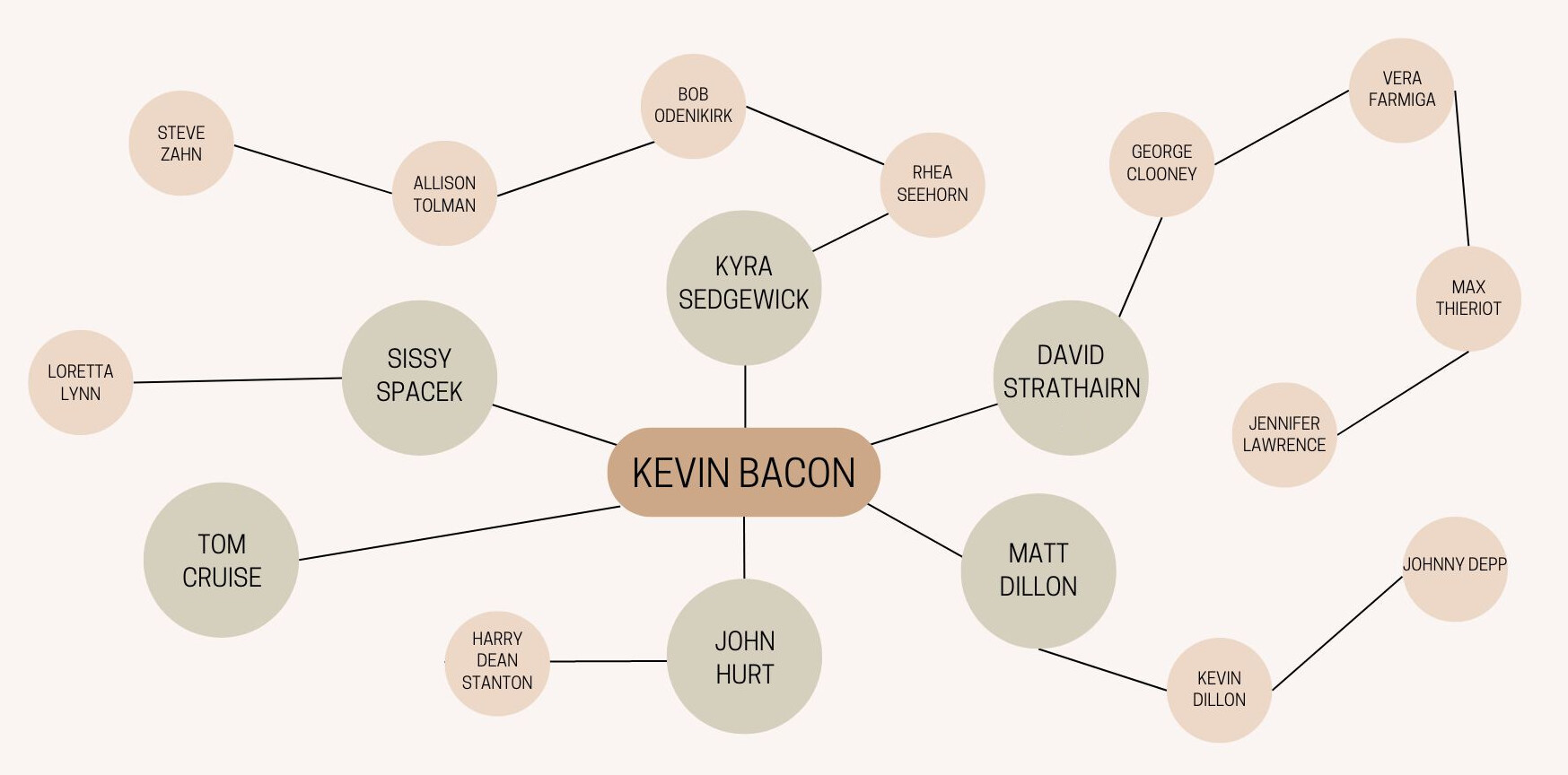
Um mapa dos seis graus de Kevin Bacon. Os círculos verdes, como Kyra Sedgewick, representam um número 1 de Bacon.

O número Bacon de um ator é o número de graus de separação que ele ou ela tem de Kevin Bacon, conforme definido pelo jogo. Essa é uma aplicação do conceito do número de Erdős ao setor cinematográfico de Hollywood. Quanto maior o número de Bacon, maior é a separação do ator em relação a Kevin Bacon.
O cálculo de um número Bacon para o ator X é um algoritmo de "caminho mais curto", aplicado à rede de co-estrelato:
- O próprio Kevin Bacon tem um número Bacon igual a 0.
- Os atores que trabalharam diretamente com Kevin Bacon têm um número Bacon de 1.
- Se o menor número de Bacon de qualquer ator com quem X tenha aparecido em um filme for N, o número de Bacon de X será N+1.

### Exemplos
Elvis Presley:
- Elvis Presley participou de Ele e as Três Noviças (1969) com Ed Asner
- Ed Asner participou de JFK (1991) com Kevin Bacon

Portanto, Asner tem um número Bacon de 1 e Presley (que nunca participou de um filme com Bacon) tem um número Bacon de 2.
Ian McKellen:
- Ian McKellen participou de X-Men: Dias de um Futuro Esquecido (2014) com Michael Fassbender e James McAvoy
- McAvoy e Fassbender participaram de X-Men: Primeira Classe (2011) com Kevin Bacon

Portanto, McAvoy e Fassbender têm números de Bacon iguais a 1 e McKellen tem um número de Bacon igual a 2.
Como algumas pessoas têm um número de Bacon finito e um número de Erdős finito devido à atuação e às publicações, há alguns raros que têm um número de Erdős-Bacon finito, que é definido como a soma dos números de Erdős e Bacon independentes de uma pessoa.

## Livro fotográfico
Inspirado pelo jogo, o fotógrafo britânico Andy Gotts tentou entrar em contato com Kevin Bacon por meio de links fotográficos em vez de links de filmes.
Gotts escreveu para 300 atores pedindo para tirar suas fotos e recebeu permissão apenas de Joss Ackland. Ackland então sugeriu que Gotts fotografasse Greta Scacchi, com quem ele havia participado do filme White Mischief. A partir daí, Gotts pediu a cada ator que o indicasse a um ou mais amigos ou colegas. Por fim, Christian Slater o indicou a Bacon. A fotografia de Bacon tirada por Gotts concluiu o projeto, oito anos após seu início. Gotts publicou as fotos em um livro, Degrees (ISBN 0-9546843-6-2), com textos de Alan Bates, Pierce Brosnan e Bacon.